# Paralebion elongatus
Paralebion elongatus är en kräftdjursart som beskrevs av C. B. Wilson 1911. Paralebion elongatus ingår i släktet Paralebion och familjen Caligidae. Inga underarter finns listade i Catalogue of Life.